# 2016 FD59
2016 FC59, também escrito como 2016 FC59, é um objeto transnetuniano que está localizado no cinturão de Kuiper, uma região do Sistema Solar. Ele possui uma magnitude absoluta de 7,8 e tem um diâmetro estimado de 121 km.

## Descoberta
2016 FC59 foi descoberto no dia 28 de março de 2016 pelo DECam.

## Órbita
A órbita de 2016 FC59 tem uma excentricidade de 0,030 e possui um semieixo maior de 44,085 UA. O seu periélio leva o mesmo a uma distância de 42,773 UA em relação ao Sol e seu afélio a 45,397 UA.